# Короткокошик білуватий
Короткокошик білуватий (Brachythecium albicans) — вид мохів порядку гіпнобрієвих (Hypnales).

## Поширення
Ареал охоплює такі частини світу: Європа, Північна Америка, Південна Америка, Азія, Австралія, Нова Зеландія.
Населяє ґрунт, піщані, відкриті та трав'янисті місця, скелі; на висотах від 0 до 3600 метрів.

## Характеристика

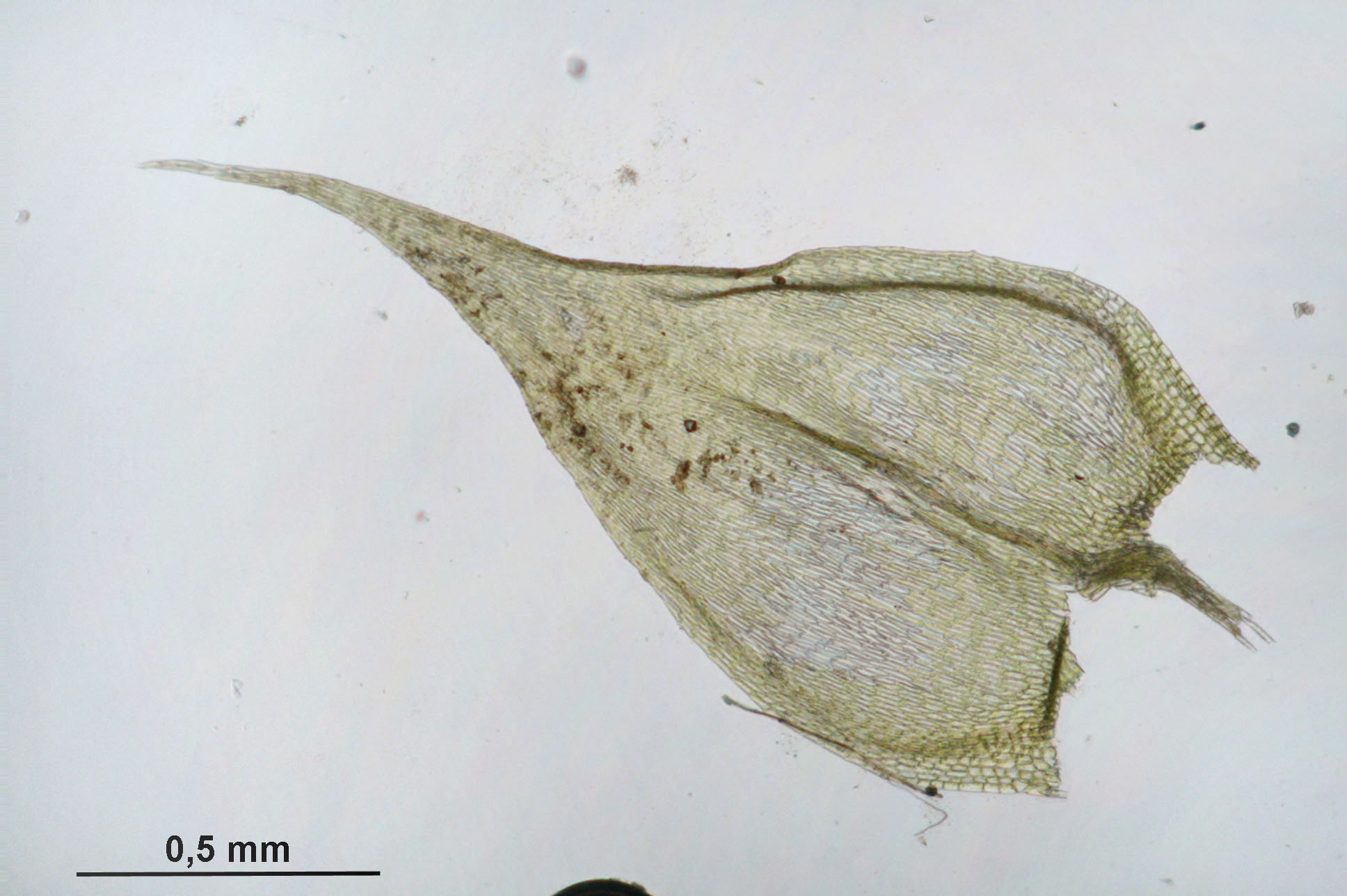

Рослини великі, зрідка досить дрібні, в пухких або помірно щільних килимках, зазвичай блідо-солом'яні, іноді світло-зелені, дуже рідко насичено-зелені. Стебла до 10(16) см, від повзучих до висхідних, згинаються, неправильно перисті, гілки до 8 мм, від прямих до вигнутих. Стеблові листки прямовисні, притиснуті, щільно складчасті, яйцювато-ланцетні, найширші на 1/7–1/5 довжини листка, увігнуті, не або злегка складчасті, (1.3)1.7–2.8 × (0.4)0.6–1.1 мм; краї плоскі або часто загнуті майже на всьому протязі, цілісні, рідше зубчасті; верхівка поступово звужується до загострення. Гілкові листки схожі, менші. Вид дводомний. Коробочкові ніжки червонувато-помаранчеві, 1–2 см, гладкі. Коробочка від нахиленої до горизонтальної, червонувато-оранжева, подовжена, зігнута, 2 мм. Спори диморфні: 15–18 мкм або 11–13 мкм.